# Fußball-Regionalliga 2020-2021
La Regionalliga 2020-2021 è stata la 13ª edizione del campionato di calcio tedesco di quarta divisione ad avere questa denominazione, è iniziato ad ottobre 2020 ed è terminata a maggio 2021. La stagione precedente si è conclusa bruscamente a causa della pandemia causata dal COVID-19. Dopo un mese di gare sospese, la DFB ha deciso di concludere le gare con alcune considerazioni straordinarie, 
come l'ampliamento della categoria a 102 squadre divise in cinque gironi.

## Avvenimenti
Parteciperanno 102 club da tutta l'area tedesca, suddivisi in gruppi diversi a seconda della vicinanza geografica. Dato che la durata della stagione 20-21 sarà leggermente più breve del solito, la BFD ha optato per il formato dei sottogruppi con una fase finale in cui le squadre si raggruppano nuovamente in base alla posizione.

### Cambiamenti di squadra dalla scorsa stagione
Retrocesse dalla 3. Liga 2019-2020
- Carl Zeiss Jena
- Sonnenhof G.
- Preußen Münster
- Chemnitz

Promosse in 3. Liga 2020-2021
- Lubecca
- Saarbrücken
- Verl
- Türkgücü

Promosse dalla Oberliga 2020-2021
- Hildesheim
- Delmenhorst
- Teutonia Ottensen
- Oberneuland
- Phönix Lubecca
- TeBe Berlino
- Luckenwalde
- Wegberg-Beeck
- Straelen
- Wiedenbrück
- Rot Weiss Ahlen
- Schott Magonza
- Stoccarda II
- Eintracht Stadtallendorf
- Hessen Kassel

## Regionalliga Nord

### Girone nord

#### Squadre partecipanti
| Club                  | Stagione | Città       | Stadio                     | Stagione precedente |
| --------------------- | -------- | ----------- | -------------------------- | ------------------- |
| Altona 93             | dettagli | Amburgo     | Adolf-Jäger-Kampfbahn      |                     |
| Amburgo II            | dettagli | Amburgo     | Wolfgang-Meyer-Sportanlage |                     |
| Drochtersen-Assel     | dettagli | Drochtersen | Kehdinger Stadion          |                     |
| Eintracht Norderstedt | dettagli | Norderstedt | Edmund-Plambeck-Stadion    |                     |
| Heider                | dettagli | Heide       | Stadion Meldorfer Straße   |                     |
| Holstein Kiel II      | dettagli | Kiel        | Citti-Fussball-Park        |                     |
| Lüneburger            | dettagli | Neetze      | Jahnstadion                |                     |
| Phönix Lubecca        | dettagli | Lubecca     | Buniamshof                 |                     |
| St. Pauli II          | dettagli | Norderstedt | Edmund-Plambeck-Stadion    |                     |
| Teutonia Ottensen     | dettagli | Amburgo     | Stadion Hoheluft           |                     |
| Weiche Flensburgo     | dettagli | Flensburgo  | Manfred-Werner-Stadion     |                     |

#### Classifica finale
|  | Pos. | Squadra               | MP   | G  | V | N | P | GF | GS | DR  |
|  | ---- | --------------------- | ---- | -- | - | - | - | -- | -- | --- |
|  | 1.   | Weiche Flensburgo     | 2.67 | 9  | 8 | 0 | 1 | 18 | 6  | +12 |
|  | 2.   | Eintracht Norderstedt | 1.78 | 9  | 5 | 1 | 3 | 14 | 11 | +3  |
|  | 3.   | Drochtersen-Assel     | 1.67 | 9  | 5 | 0 | 4 | 14 | 8  | +6  |
|  | 4.   | Phönix Lubecca        | 1.67 | 9  | 5 | 0 | 4 | 11 | 11 | 0   |
|  | 5.   | Teutonia Ottensen     | 1.60 | 10 | 5 | 1 | 4 | 17 | 13 | +4  |
|  | 6.   | St. Pauli II          | 1.60 | 10 | 5 | 1 | 4 | 15 | 15 | 0   |
|  | 7.   | Amburgo II            | 1.50 | 10 | 4 | 3 | 3 | 19 | 12 | +7  |
|  | 8.   | Lüneburger            | 1.33 | 9  | 3 | 3 | 3 | 10 | 11 | -1  |
|  | 9.   | Holstein Kiel II      | 0.90 | 10 | 3 | 0 | 7 | 10 | 19 | -9  |
|  | 10.  | Heider                | 0.50 | 8  | 1 | 1 | 6 | 4  | 19 | -15 |
|  | 11.  | Altona 93             | 0.43 | 7  | 1 | 0 | 6 | 5  | 12 | -7  |

Legenda:
Regolamento:
Tre punti a vittoria, uno a pareggio, zero a sconfitta.
In caso di arrivo di due o più squadre a pari punti, la graduatoria finale verrà stilata secondo la classifica avulsa tra le squadre interessate che prevede, in ordine, i seguenti criteri:
- Punti negli scontri diretti
- Differenza reti negli scontri diretti
- Differenza reti generale
- Reti realizzate in generale
- Sorteggio

#### Tabellone
Ogni riga indica i risultati casalinghi della squadra segnata a inizio della riga, contro le squadre segnate colonna per colonna (che invece avranno giocato l'incontro in trasferta). Al contrario, leggendo la colonna di una squadra si avranno i risultati ottenuti dalla stessa in trasferta, contro le squadre segnate in ogni riga, che invece avranno giocato l'incontro in casa.
|                       | Alt  | Amb  | Dro  | Ein  | Hei  | Hol  | Lün  | Phö  | St.  | Teu  | Wei  |
| --------------------- | ---- | ---- | ---- | ---- | ---- | ---- | ---- | ---- | ---- | ---- | ---- |
| Altona 93             | –––– | 0-1  | -    | -    | -    | 2-1  | -    | 1-2  | 1-2  | 1-4  | -    |
| Amburgo II            | -    | –––– | 0-2  | -    | 7-0  | -    | 1-1  | -    | -    | 2-2  | -    |
| Drochtersen-Assel     | -    | -    | –––– | -    | 3-0  | -    | 2-0  | 3-0  | -    | 1-2  | -    |
| Eintracht Norderstedt | 1-0  | 3-2  | 0-1  | –––– | -    | 3-0  | -    | -    | -    | -    | -    |
| Heide                 | -    | -    | -    | -    | –––– | -    | 0-0  | 0-3  | -    | 2-0  | 0-1  |
| Holstein Kiel II      | -    | 1-3  | 3-1  | -    | 2-1  | –––– | 0-3  | -    | 1-0  | 0-1  | -    |
| Lüneburg              | 1-0  | -    | -    | 1-1  | -    | -    | –––– | -    | 3-1  | -    | 1-2  |
| Phönix Lübeck         | -    | 1-0  | -    | 0-3  | -    | 2-1  | -    | –––– | -    | -    | 0-1  |
| St. Pauli II          | -    | 1-1  | 2-1  | 3-0  | 3-1  | -    | -    | 0-3  | –––– | -    | 0-4  |
| Teutonia Ottensen     | -    | -    | -    | 1-2  | -    | -    | 4-0  | 2-0  | 0-3  | –––– | 1-2  |
| Weiche Flensburgo     | -    | 1-2  | 1-0  | 3-1  | -    | 3-1  | -    | -    | -    | -    | –––– |

#### Classifica marcatori
| Gol | Rigori |  | Giocatore          | Squadra               |
| --- | ------ |  | ------------------ | --------------------- |
| 6   | 0      |  | Robin Meißner      | Amburgo II            |
| 6   | 2      |  | Cemal Sezer        | St. Pauli II          |
| 5   | 1      |  | Alexander Neumann  | Drochtersen-Assel     |
| 5   | 4      |  | Evans Nyarko       | Eintracht Norderstedt |
| 4   | 1      |  | Christopher Kramer | Weiche Flensburgo     |
| 4   | 2      |  | Moritz Kwarteng    | Amburgo II            |
| 4   | 0      |  | Malte Meyer        | Lüneburg              |

### Girone sud

#### Squadre partecipanti
| Club              | Stagione | Città       | Stadio                   | Stagione precedente |
| ----------------- | -------- | ----------- | ------------------------ | ------------------- |
| Atlas Delmenhorst | dettagli | Delmenhorst | Städtisches Stadion      |                     |
| HSC Hannover      | dettagli | Hannover    | VW Podbi Sportpark       |                     |
| Hannover 96 II    | dettagli | Hannover    | Eilenriedestadion        |                     |
| Havelse           | dettagli | Garbsen     | Wilhelm-Langrehr-Stadion |                     |
| Hildesheim        | dettagli | Hildesheim  | Friedrich-Ebert-Stadion  |                     |
| Jeddeloh          | dettagli | Edewecht    | 53acht-Arena             |                     |
| Oberneuland       | dettagli | Brema       | Marko Mock Arena         |                     |
| Oldenburg         | dettagli | Oldenburg   | Marschweg-Stadion        |                     |
| Rehden            | dettagli | Rehden      | Waldsportstätten         |                     |
| Werder Brema II   | dettagli | Brema       | Weserstadion - Platz 11  |                     |
| Wolfsburg II      | dettagli | Wolfsburg   | AOK Stadion              |                     |

#### Classifica finale
|  | Pos. | Squadra         | MP   | G  | V | N | P | GF | GS | DR  |
|  | ---- | --------------- | ---- | -- | - | - | - | -- | -- | --- |
|  | 1.   | Werder Brema II | 2.50 | 8  | 6 | 2 | 0 | 15 | 5  | +10 |
|  | 2.   | Havelse         | 2.22 | 9  | 6 | 2 | 1 | 22 | 6  | +16 |
|  | 3.   | Rehden          | 1.89 | 9  | 5 | 2 | 2 | 17 | 10 | +7  |
|  | 4.   | Oldenburg       | 1.75 | 8  | 4 | 2 | 2 | 12 | 8  | +4  |
|  | 5.   | Jeddeloh        | 1.50 | 8  | 3 | 3 | 2 | 13 | 13 | 0   |
|  | 6.   | Hannover 96 II  | 1.44 | 9  | 4 | 1 | 4 | 14 | 16 | -2  |
|  | 7.   | Hildesheim      | 1.22 | 9  | 3 | 2 | 4 | 9  | 15 | -6  |
|  | 8.   | Oberneuland     | 1.20 | 10 | 4 | 0 | 6 | 9  | 15 | -6  |
|  | 9.   | Wolfsburg II    | 1.00 | 9  | 3 | 0 | 6 | 12 | 15 | -3  |
|  | 10.  | Hannoverscher   | 0.60 | 10 | 2 | 0 | 8 | 14 | 24 | -10 |
|  | 11.  | Delmenhorst     | 0.29 | 7  | 0 | 2 | 5 | 5  | 15 | -10 |

Legenda:
      Promosso in 3. Liga 2021-2022.
  Ammesse ai play-off o ai play-out.
      Escluso dal campionato.
Regolamento:
Tre punti a vittoria, uno a pareggio, zero a sconfitta.
In caso di arrivo di due o più squadre a pari punti, la graduatoria finale verrà stilata secondo la classifica avulsa tra le squadre interessate che prevede, in ordine, i seguenti criteri:
- Punti negli scontri diretti
- Differenza reti negli scontri diretti
- Differenza reti generale
- Reti realizzate in generale
- Sorteggio

#### Tabellone
Ogni riga indica i risultati casalinghi della squadra segnata a inizio della riga, contro le squadre segnate colonna per colonna (che invece avranno giocato l'incontro in trasferta). Al contrario, leggendo la colonna di una squadra si avranno i risultati ottenuti dalla stessa in trasferta, contro le squadre segnate in ogni riga, che invece avranno giocato l'incontro in casa.
|                   | Atl  | HSC  | Han  | Hav  | Hil  | Jed  | Obe  | Old  | Reh  | Wer  | Wol  |
| ----------------- | ---- | ---- | ---- | ---- | ---- | ---- | ---- | ---- | ---- | ---- | ---- |
| Atlas Delmenhorst | –––– | 0-2  | -    | 1-6  | -    | -    | -    | -    | 1-1  | -    | -    |
| HSC Hannover      | -    | –––– | 1-3  | -    | -    | 3-5  | 1-3  | -    | 1-3  | 0-1  | -    |
| Hannover II       | 2-1  | -    | –––– | -    | 0-1  | 1-2  | 3-2  | -    | -    | -    | -    |
| Havelse           | -    | 3-0  | 2-0  | –––– | -    | 3-0  | -    | 1-1  | -    | -    | 3-1  |
| Hildesheim        | 3-2  | 2-4  | -    | 1-1  | –––– | -    | -    | -    | -    | -    | 0-3  |
| Jeddeloh          | -    | -    | -    | -    | 1-1  | –––– | 0-1  | -    | -    | -    | 2-1  |
| Oberneuland       | 1-0  | -    | -    | 0-2  | 0-1  | -    | –––– | 0-1  | -    | -    | 1-0  |
| Oldenburg         | -    | 1-0  | 4-1  | -    | -    | 1-1  | -    | –––– | 3-1  | 1-3  | -    |
| Rehden            | -    | -    | 2-2  | 2-1  | 2-0  | -    | 3-0  | -    | –––– | 0-1  | -    |
| Werder Brema II   | 0-0  | -    | -    | -    | 2-0  | 2-2  | 4-1  | -    | -    | –––– | -    |
| Wolfsburg II      | -    | 3-2  | 1-2  | -    | -    | -    | -    | 1-0  | 1-3  | 1-2  | –––– |

#### Classifica marcatori
| Gol | Rigori |  | Giocatore       | Squadra         |
| --- | ------ |  | --------------- | --------------- |
| 7   | 0      |  | Eren Dinkçi     | Werder Brema II |
| 6   | 0      |  | Yannik Jaeschke | Havelse         |
| 5   | 1      |  | Kebba Badjie    | Werder Brema II |
| 5   | 0      |  | Bocar Djumo     | Rehden          |
| 5   | 1      |  | John Iredale    | Wolfsburg II    |
| 5   | 4      |  | Niklas Kiene    | HSC Hannover    |

## Regionalliga Nordest

### Squadre partecipanti
| Club                 | Stagione | Città              | Stadio                          | Stagione precedente |
| -------------------- | -------- | ------------------ | ------------------------------- | ------------------- |
| Altglienicke         | dettagli | Berlino            | Friedrich-Ludwig-Jahn-Sportpark |                     |
| VfB Auerbach         | dettagli | Auerbach           | VfB Stadion                     |                     |
| Babelsberg           | dettagli | Potsdam            | Stadio Karl Liebknecht          |                     |
| Berliner AK 07       | dettagli | Berlino            | Poststadion                     |                     |
| Bischofswerdaer      | dettagli | Bautzen            | Müllerwiese                     |                     |
| Carl Zeiss Jena      | dettagli | Jena               | Ernst-Abbe-Sportfeld            |                     |
| Chemie Lipsia        | dettagli | Lipsia             | Alfred-Kunze-Sportpark          |                     |
| Chemnitz             | dettagli | Chemnitz           | Stadion an der Gellertstraße    |                     |
| BFC Dynamo           | dettagli | Berlino            | Friedrich-Ludwig-Jahn-Sportpark |                     |
| Energie Cottbus      | dettagli | Cottbus            | Stadion der Freundschaft        |                     |
| Germania Halberstadt | dettagli | Halberstadt        | Friedensstadion                 |                     |
| Hertha Berlino II    | dettagli | Berlino            | Stadion auf dem Wurfplatz       |                     |
| Lichtenberg 47       | dettagli | Berlino            | HOWOGE-Arena                    |                     |
| Lokomotive Lipsia    | dettagli | Lipsia             | Bruno-Plache-Stadion            |                     |
| Luckenwalde          | dettagli | Luckenwalde        | Werner-Seelenbinder-Stadion     |                     |
| Meuselwitz           | dettagli | Meuselwitz         | bluechip-Arena                  |                     |
| Optik Rathenow       | dettagli | Rathenow           | Stadion Vogelgesang             |                     |
| TeBe Berlino         | dettagli | Berlino            | Mommsenstadion                  |                     |
| Union Fürstenwalde   | dettagli | Fürstenwalde/Spree | Bonava-Arena                    |                     |
| Viktoria Berlino     | dettagli | Berlino            | Stadion Lichterfelde            |                     |

### Classifica
|  | Pos. | Squadra              | MP   | G  | V  | N | P | GF | GS | DR  |
|  | ---- | -------------------- | ---- | -- | -- | - | - | -- | -- | --- |
|  | 1.   | Viktoria Berlino     | 3.00 | 11 | 11 | 0 | 0 | 26 | 9  | +17 |
|  | 2.   | Altglienicke         | 2.27 | 11 | 8  | 1 | 2 | 29 | 14 | +15 |
|  | 3.   | Chemie Lipsia        | 1.85 | 13 | 7  | 3 | 3 | 25 | 12 | +13 |
|  | 4.   | Carl Zeiss Jena      | 1.75 | 12 | 6  | 3 | 3 | 24 | 16 | +8  |
|  | 5.   | Berliner AK 07       | 1.67 | 12 | 6  | 2 | 4 | 25 | 21 | +4  |
|  | 6.   | BFC Dynamo           | 1.64 | 11 | 5  | 3 | 3 | 26 | 17 | +9  |
|  | 7.   | Lokomotive Lipsia    | 1.58 | 12 | 5  | 4 | 3 | 20 | 17 | +3  |
|  | 8.   | Union Fürstenwalde   | 1.45 | 11 | 5  | 1 | 5 | 22 | 20 | +2  |
|  | 9.   | Energie Cottbus      | 1.38 | 13 | 5  | 3 | 5 | 18 | 19 | -1  |
|  | 10.  | Babelsberg           | 1.31 | 13 | 4  | 5 | 4 | 18 | 20 | -2  |
|  | 11.  | Chemnitz             | 1.31 | 13 | 5  | 2 | 6 | 20 | 17 | +3  |
|  | 12.  | Hertha Berlino II    | 1.27 | 11 | 3  | 5 | 3 | 12 | 15 | -3  |
|  | 13.  | Lichtenberg 47       | 1.23 | 13 | 4  | 4 | 5 | 15 | 20 | -5  |
|  | 14.  | Luckenwalde          | 1.15 | 13 | 4  | 3 | 6 | 22 | -8 |     |
|  | 15.  | VfB Auerbach         | 0.92 | 12 | 3  | 2 | 7 | 18 | 26 | -8  |
|  | 16.  | TeBe Berlino         | 0.90 | 10 | 2  | 3 | 5 | 15 | 20 | -5  |
|  | 17.  | Germania Halberstadt | 0.85 | 13 | 2  | 5 | 6 | 12 | 18 | -6  |
|  | 18.  | Meuselwitz           | 0.85 | 13 | 2  | 5 | 6 | 14 | 22 | -8  |
|  | 19.  | Optik Rathenow       | 0.85 | 13 | 2  | 5 | 6 | 15 | 25 | -10 |
|  | 20.  | Bischofswerdaer      | 0.58 | 12 | 2  | 1 | 9 | 12 | 30 | -18 |

Legenda:
      Promosso in 3. Liga 2021-2022.
      Retrocessi in Oberliga.
Regolamento:
Tre punti a vittoria, uno a pareggio, zero a sconfitta.
In caso di arrivo di due o più squadre a pari punti, la graduatoria finale verrà stilata secondo la classifica avulsa tra le squadre interessate che prevede, in ordine, i seguenti criteri:
- Punti negli scontri diretti
- Differenza reti negli scontri diretti
- Differenza reti generale
- Reti realizzate in generale
- Sorteggio

### Tabellone
Ogni riga indica i risultati casalinghi della squadra segnata a inizio della riga, contro le squadre segnate colonna per colonna (che invece avranno giocato l'incontro in trasferta). Al contrario, leggendo la colonna di una squadra si avranno i risultati ottenuti dalla stessa in trasferta, contro le squadre segnate in ogni riga, che invece avranno giocato l'incontro in casa.
|                         | Alt  | Aue  | Bab  | Ber  | Bis  | Car  | Che  | Che  | Din  | Ene  | Ger  | Her  | Lic  | Lok  | Luc  | Meu  | Opt  | Ten  | Uni  | Vik  |
| ----------------------- | ---- | ---- | ---- | ---- | ---- | ---- | ---- | ---- | ---- | ---- | ---- | ---- | ---- | ---- | ---- | ---- | ---- | ---- | ---- | ---- |
| Altglienicke            | –––– | 2-1  | 1-1  | -    | -    | 5-2  | -    | -    | -    | -    | -    | -    | -    | 5-0  | -    | 3-1  | -    | 3-2  | -    | -    |
| Auerbach                | -    | –––– | -    | -    | -    | -    | 0-2  | 2-1  | -    | 2-5  | 1-1  | -    | -    | -    | -    | 3-2  | -    | 1-1  | -    | -    |
| Babelsberg              | -    | 3-0  | –––– | -    | -    | -    | -    | 2-2  | -    | 0-1  | -    | -    | -    | -    | 1-3  | 3-1  | -    | 2-1  | -    | -    |
| Berliner AK 07          | 2-0  | -    | -    | –––– | 3-1  | 1-5  | -    | -    | 1-3  | -    | -    | -    | -    | -    | -    | -    | 3-1  | -    | 3-2  | -    |
| Bischofswerda           | -    | 2-0  | 1-2  | -    | –––– | -    | -    | 0-3  | -    | -    | -    | 1-1  | -    | 0-2  | -    | -    | -    | -    | -    | -    |
| Carl Zeiss Jena         | -    | -    | 1-1  | -    | -    | –––– | -    | 2-1  | -    | 1-2  | -    | 3-0  | -    | 1-1  | 2-0  | -    | -    | -    | -    | -    |
| Chemie Lipsia           | -    | -    | -    | 0-0  | 5-1  | 0-2  | –––– | 2-0  | 3-1  | -    | -    | 1-1  | -    | -    | 2-0  | -    | -    | -    | -    | -    |
| Chemnitz                | -    | -    | -    | 4-2  | -    | -    | -    | –––– | 0-1  | -    | 1-0  | -    | -    | -    | 3-0  | -    | -    | -    | 3-2  | 1-2  |
| Dinamo Berlino          | -    | -    | -    | -    | 6-2  | 1-1  | -    | -    | –––– | -    | -    | 1-2  | 3-0  | -    | -    | -    | 2-2  | -    | -    | -    |
| Energie Cottbus         | -    | -    | -    | 0-3  | -    | -    | -    | -    | 3-2  | –––– | 0-2  | -    | 1-2  | -    | 1-1  | -    | -    | -    | 3-1  | 1-2  |
| Germania Halberstadt    | 0-2  | -    | 2-2  | -    | 2-3  | -    | 2-1  | -    | -    | -    | –––– | -    | 0-0  | -    | -    | -    | 0-3  | -    | -    | 1-2  |
| Hertha Berlino II       | -    | -    | -    | 2-5  | -    | -    | -    | 1-0  | -    | 0-0  | -    | –––– | -    | 3-1  | 1-2  | -    | -    | -    | -    | -    |
| Lichtenberg 47          | 2-4  | 3-2  | 3-0  | -    | -    | -    | 0-0  | -    | -    | -    | -    | 1-1  | –––– | 3-2  | -    | 1-1  | -    | -    | -    | -    |
| Lokomotive Lipsia       | -    | -    | -    | 2-1  | -    | -    | -    | 1-1  | -    | 1-1  | -    | -    | -    | –––– | 3-0  | 1-0  | -    | 4-0  | -    | -    |
| Luckenwalde             | -    | -    | -    | 1-1  | 2-0  | -    | -    | -    | 2-5  | -    | 1-0  | -    | -    | -    | –––– | -    | 1-1  | -    | 1-2  | -    |
| Meuselwitz              | -    | -    | -    | -    | -    | -    | 1-4  | -    | 1-1  | 2-0  | 1-1  | -    | -    | -    | -    | –––– | -    | 2-2  | 0-0  | 0-3  |
| Optik Rathenow          | -    | 1-4  | 1-1  | -    | 2-0  | 1-3  | -    | -    | -    | -    | -    | 0-0  | -    | 2-2  | -    | 0-2  | –––– | -    | -    | -    |
| Tennis Borussia Berlino | -    | -    | -    | -    | -    | -    | 1-3  | -    | -    | -    | 1-1  | -    | 2-0  | -    | -    | -    | -    | –––– | 4-2  | 1-2  |
| Union Fürstenwalde      | 1-3  | -    | -    | -    | 2-1  | 3-1  | -    | -    | -    | -    | -    | -    | 2-0  | -    | -    | -    | 5-1  | -    | –––– | -    |
| Viktoria Berlino        | 2-1  | 3-2  | 3-0  | -    | -    | -    | 3-2  | -    | -    | -    | -    | -    | 2-0  | -    | -    | -    | 2-0  | -    | -    | –––– |

### Classifica marcatori
| Gol | Rigori |  | Giocatore               | Squadra        |
| --- | ------ |  | ----------------------- | -------------- |
| 11  | 0      |  | Marc-Philipp Zimmermann | Auerbach       |
| 9   | 1      |  | Tolcay Ciğerci          | Altglienicke   |
| 7   | 1      |  | Abdulkadir Beyazıt      | Berliner AK 07 |
| 7   | 0      |  | Lucas Brumme            | Dinamo Berlino |
| 7   | 0      |  | Stephané Mvibudulu      | Chemie Lipsia  |

## Regionalliga Ovest

### Squadre partecipanti
| Club                   | Stagione | Città             | Stadio                                                                  | Stagione precedente |
| ---------------------- | -------- | ----------------- | ----------------------------------------------------------------------- | ------------------- |
| Alemannia Aquisgrana   | dettagli | Aquisgrana        | Stadio Tivoli                                                           |                     |
| Bergisch Gladbach      | dettagli | Bergisch Gladbach | Belkaw Arena                                                            |                     |
| Bonner                 | dettagli | Bonn              | Sportpark Nord                                                          |                     |
| Borussia Dortmund II   | dettagli | Dortmund          | BVB-Fußballpark Stadio Rote Erde                                        |                     |
| Borussia M'gladbach II | dettagli | Mönchengladbach   | Borussia-Park Nebenplatz 10 Borussia-Park Nebenplatz 4 Grenzlandstadion |                     |
| Colonia II             | dettagli | Colonia           | Franz-Kremer-Stadion RheinEnergieStadion Südstadion                     |                     |
| Fortuna Colonia        | dettagli | Colonia           | Südstadion                                                              |                     |
| F. Düsseldorf II       | dettagli | Düsseldorf        | Paul-Janes-Stadion                                                      |                     |
| Homberg                | dettagli | Duisburg          | PCC-Stadion                                                             |                     |
| LR Ahlen               | dettagli | Ahlen             | Wersestadion                                                            |                     |
| Lippstadt 08           | dettagli | Lippstadt         | Liebelt-Arena                                                           |                     |
| Preußen Münster        | dettagli | Münster           | Preußenstadion                                                          |                     |
| Rot-Weiss Essen        | dettagli | Essen             | Stadion Essen                                                           |                     |
| RW Oberhausen          | dettagli | Oberhausen        | Niederrheinstadion                                                      |                     |
| Rödinghausen           | dettagli | Rödinghausen      | Häcker Wiehenstadion                                                    |                     |
| Schalke 04 II          | dettagli | Gelsenkirchen     | Parkstadion                                                             |                     |
| Sportfreunde Lotte     | dettagli | Lotte             | Stadion am Lotter Kreuz                                                 |                     |
| Straelen               | dettagli | Straelen          | Stadion Römerstraße                                                     |                     |
| Wegberg-Beeck          | dettagli | Wegberg           | Waldstadion                                                             |                     |
| Wiedenbrück            | dettagli | Rheda-Wiedenbrück | Jahnstadion                                                             |                     |
| Wuppertal              | dettagli | Wuppertal         | BSA Uellendahl Stadion am Zoo                                           |                     |

### Classifica
|  | Pos. | Squadra                | Pt | G  | V  | N  | P  | GF | GS | DR  |
|  | ---- | ---------------------- | -- | -- | -- | -- | -- | -- | -- | --- |
|  | 1.   | Borussia Dortmund II   | 93 | 40 | 27 | 12 | 1  | 94 | 31 | +63 |
|  | 2.   | Rot-Weiss Essen        | 90 | 40 | 27 | 9  | 4  | 90 | 28 | +62 |
|  | 3.   | Preußen Münster        | 78 | 40 | 23 | 9  | 8  | 70 | 39 | +31 |
|  | 4.   | Fortuna Colonia        | 66 | 40 | 18 | 12 | 10 | 66 | 48 | +18 |
|  | 5.   | Colonia II             | 61 | 40 | 17 | 10 | 13 | 66 | 55 | +11 |
|  | 6.   | Rödinghausen           | 59 | 40 | 15 | 14 | 11 | 52 | 39 | +13 |
|  | 7.   | RW Oberhausen          | 59 | 40 | 15 | 14 | 11 | 61 | 50 | +11 |
|  | 8.   | Schalke 04 II          | 57 | 40 | 15 | 12 | 13 | 59 | 56 | +3  |
|  | 9.   | F. Düsseldorf II       | 56 | 40 | 15 | 11 | 14 | 67 | 53 | +14 |
|  | 10.  | Wiedenbrück            | 56 | 40 | 13 | 17 | 10 | 55 | 50 | +5  |
|  | 11.  | Borussia M'gladbach II | 55 | 40 | 16 | 7  | 17 | 49 | 55 | -6  |
|  | 12.  | Wuppertal              | 54 | 40 | 16 | 6  | 18 | 57 | 62 | -5  |
|  | 13.  | Straelen               | 47 | 40 | 12 | 11 | 17 | 45 | 61 | -16 |
|  | 14.  | Alemannia Aquisgrana   | 45 | 40 | 11 | 12 | 17 | 35 | 48 | -13 |
|  | 15.  | Sportfreunde Lotte     | 44 | 40 | 10 | 14 | 16 | 47 | 72 | -25 |
|  | 16.  | Lippstadt 08           | 40 | 40 | 9  | 13 | 18 | 37 | 63 | -26 |
|  | 17.  | Wegberg-Beeck          | 39 | 40 | 9  | 12 | 19 | 36 | 62 | -26 |
|  | 18.  | Rot Weiss Ahlen        | 38 | 40 | 8  | 14 | 18 | 50 | 69 | -19 |
|  | 19.  | Bonner                 | 38 | 40 | 10 | 8  | 22 | 39 | 66 | -27 |
|  | 20.  | Homberg                | 35 | 40 | 9  | 8  | 23 | 40 | 75 | -35 |
|  | 21.  | Bergisch Gladbach      | 33 | 40 | 8  | 9  | 23 | 36 | 69 | -33 |

Legenda:
      Promosso in 3. Liga 2021-2022.
      Retrocessi in Oberliga.
Regolamento:
Tre punti a vittoria, uno a pareggio, zero a sconfitta.
In caso di arrivo di due o più squadre a pari punti, la graduatoria finale verrà stilata secondo la classifica avulsa tra le squadre interessate che prevede, in ordine, i seguenti criteri:
- Punti negli scontri diretti
- Differenza reti negli scontri diretti
- Differenza reti generale
- Reti realizzate in generale
- Sorteggio

### Tabellone
Ogni riga indica i risultati casalinghi della squadra segnata a inizio della riga, contro le squadre segnate colonna per colonna (che invece avranno giocato l'incontro in trasferta). Al contrario, leggendo la colonna di una squadra si avranno i risultati ottenuti dalla stessa in trasferta, contro le squadre segnate in ogni riga, che invece avranno giocato l'incontro in casa.
|                             | Ale  | Ber  | Bon  | Bor  | Bor  | Col  | For  | For  | Hom  | LR   | Lip  | Pre  | Rot  | Rot  | Röd  | Sch  | Spo  | Str  | Weg  | Wie  | Wup  |
| --------------------------- | ---- | ---- | ---- | ---- | ---- | ---- | ---- | ---- | ---- | ---- | ---- | ---- | ---- | ---- | ---- | ---- | ---- | ---- | ---- | ---- | ---- |
| Alemannia                   | –––– | 3-2  | 3-1  | 0-1  | 2-1  | 0-0  | 0-1  | 0-2  | 2-0  | 0-0  | 0-0  | 1-4  | 1-1  | 2-1  | 0-0  | 0-0  | 0-3  | 2-3  | 1-1  | 0-3  | 0-2  |
| Bergisch Gladbach           | 0-0  | –––– | 2-0  | 0-3  | 1-1  | 2-2  | 0-2  | 5-2  | 0-2  | 0-2  | 0-3  | 0-1  | 0-2  | 0-2  | 1-1  | 1-1  | 0-2  | 0-1  | 3-0  | 0-0  | 1-0  |
| Bonner                      | 1-0  | 1-2  | –––– | 1-3  | 2-0  | 1-0  | 1-2  | 0-2  | 2-1  | 3-2  | 0-0  | 1-2  | 0-1  | 1-6  | 1-0  | 0-3  | 0-1  | 0-1  | 0-2  | 1-2  | 3-3  |
| Borussia Dortmund II        | 2-1  | 3-1  | 1-1  | –––– | 5-1  | 2-1  | 1-0  | 1-1  | 2-2  | 6-0  | 2-0  | 2-0  | 1-1  | 2-2  | 1-2  | 3-3  | 4-0  | 5-1  | 3-2  | 2-2  | 3-0  |
| Borussia Mönchengladbach II | 1-2  | 2-1  | 2-0  | 1-4  | –––– | 1-2  | 0-0  | 2-1  | 0-2  | 1-0  | 0-0  | 1-1  | 0-2  | 1-1  | 2-0  | 0-1  | 3-3  | 2-1  | 3-1  | 0-1  | 5-1  |
| Colonia II                  | 0-2  | 2-1  | 1-1  | 0-3  | 2-0  | –––– | 1-2  | 0-0  | 5-2  | 1-1  | 2-1  | 1-0  | 2-1  | 4-0  | 3-1  | 5-2  | 2-0  | 2-0  | 1-0  | 1-1  | 1-0  |
| Fortuna Colonia             | 2-2  | 3-0  | 4-1  | 1-2  | 0-1  | 1-1  | –––– | 2-0  | 0-0  | 1-1  | 1-0  | 2-0  | 1-1  | 1-0  | 3-2  | 4-1  | 2-2  | 3-0  | 2-2  | 0-2  | 3-2  |
| Fortuna Düsseldorf II       | 2-0  | 5-2  | 1-1  | 0-1  | 2-1  | 3-2  | 3-2  | –––– | 4-0  | 4-1  | 1-1  | 2-4  | 3-0  | 2-2  | 1-1  | 0-1  | 6-0  | 0-2  | 0-0  | 1-1  | 4-2  |
| Homberg                     | 0-2  | 0-1  | 3-1  | 0-0  | 2-2  | 3-1  | 1-3  | 3-1  | –––– | 0-3  | 0-2  | 0-1  | 0-4  | 2-2  | 0-2  | 1-2  | 3-1  | 1-1  | 1-1  | 0-3  | 2-1  |
| LR Ahlen                    | 0-1  | 1-1  | 1-2  | 1-1  | 1-2  | 2-4  | 0-3  | 1-1  | 5-1  | –––– | 1-1  | 2-3  | 2-1  | 1-1  | 2-1  | 1-1  | 2-1  | 3-2  | 2-2  | 2-4  | 0-1  |
| Lippstadt 08                | 2-0  | 1-0  | 0-1  | 0-4  | 1-0  | 1-1  | 2-2  | 1-3  | 3-1  | 1-3  | –––– | 0-4  | 0-3  | 1-1  | 1-0  | 2-0  | 1-2  | 1-1  | 1-2  | 0-1  | 2-2  |
| Preussen Münster            | 1-0  | 4-0  | 1-1  | 1-1  | 1-2  | 3-2  | 3-1  | 2-1  | 2-1  | 1-0  | 4-0  | –––– | 1-0  | 3-1  | 2-0  | 1-1  | 4-1  | 3-1  | 0-0  | 2-1  | 2-0  |
| Rot Weiss Essen             | 2-1  | 4-0  | 2-0  | 1-1  | 4-0  | 3-1  | 2-0  | 2-0  | 4-1  | 3-2  | 5-0  | 1-0  | –––– | 3-0  | 2-0  | 5-0  | 5-2  | 4-1  | 3-2  | 1-1  | 6-1  |
| Rot Weiss Oberhausen        | 3-1  | 1-1  | 2-1  | 0-1  | 2-0  | 3-2  | 1-1  | 1-0  | 0-1  | 1-1  | 2-1  | 2-0  | 1-1  | –––– | 2-3  | 0-0  | 3-1  | 1-0  | 5-0  | 3-3  | 3-0  |
| Rödinghausen                | 0-0  | 1-0  | 0-0  | 0-0  | 2-0  | 4-1  | 4-1  | 3-2  | 4-0  | 2-0  | 0-1  | 1-1  | 1-1  | 0-0  | –––– | 2-1  | 4-2  | 0-1  | 1-1  | 2-0  | 1-1  |
| Schalke II                  | 2-2  | 0-2  | 2-1  | 1-5  | 0-1  | 3-0  | 1-1  | 2-0  | 2-0  | 6-1  | 6-2  | 3-2  | 1-1  | 0-1  | 2-0  | –––– | 4-1  | 1-2  | 0-0  | 2-1  | 1-2  |
| Sportfreunde Lotte          | 1-0  | 2-2  | 2-2  | 0-2  | 3-2  | 2-2  | 1-0  | 1-1  | 0-2  | 1-1  | 2-2  | 1-1  | 0-2  | 1-0  | 1-1  | 0-0  | –––– | 0-0  | 3-1  | 2-2  | 1-0  |
| Straelen                    | 0-0  | 3-1  | 0-1  | 1-3  | 1-2  | 0-3  | 0-2  | 1-1  | 3-1  | 1-1  | 3-1  | 1-2  | 0-2  | 1-1  | 2-2  | 2-0  | 2-1  | –––– | 0-0  | 0-4  | 2-2  |
| Wegberg-Beeck               | 2-3  | 0-2  | 0-2  | 0-2  | 0-1  | 0-4  | 1-3  | 2-0  | 1-0  | 2-1  | 0-0  | 2-1  | 0-2  | 2-3  | 0-2  | 0-1  | 2-0  | 1-1  | –––– | 2-0  | 2-1  |
| Wiedenbrück                 | 0-1  | 4-1  | 2-1  | 1-4  | 0-4  | 1-1  | 4-4  | 0-2  | 0-0  | 0-0  | 0-0  | 1-1  | 0-0  | 2-1  | 0-2  | 2-2  | 0-0  | 2-0  | 0-0  | –––– | 3-5  |
| Wuppertal                   | 1-0  | 2-0  | 4-2  | 1-2  | 0-1  | 2-0  | 2-0  | 0-3  | 2-1  | 1-0  | 3-1  | 1-1  | 1-2  | 3-0  | 0-0  | 2-0  | 2-0  | 0-3  | 4-0  | 0-1  | –––– |

### Classifica marcatori
| Gol | Rigori |  | Giocatore       | Squadra              |
| --- | ------ |  | --------------- | -------------------- |
| 29  | 5      |  | Simon Engelmann | Rot Weiss Essen      |
| 22  | 0      |  | Steffen Tigges  | Borussia Dortmund II |
| 20  | 4      |  | Serhat Koruk    | Bergisch Gladbach    |
| 15  | 0      |  | Phil Beckhoff   | Wiedenbrück          |
| 15  | 2      |  | Roman Prokoph   | Fortuna Colonia      |

## Regionalliga Sudovest

### Squadre partecipanti
| Club                     | Stagione | Città                    | Stadio                                                       | Stagione precedente |
| ------------------------ | -------- | ------------------------ | ------------------------------------------------------------ | ------------------- |
| Aalen                    | dettagli | Aalen                    | Ostalb Arena                                                 |                     |
| Astoria Walldorf         | dettagli | Walldorf                 | Dietmar-Hopp-Sportpark Waldstadion Gießen                    |                     |
| Bahlinger SC             | dettagli | Bahlingen am Kaiserstuhl | Kaiserstuhlstadion                                           |                     |
| Bayern Alzenau           | dettagli | Alzenau                  | Rot-Weiß-Sportgelände Rother Strauch                         |                     |
| Eintracht Stadtallendorf | dettagli | Stadtallendorf           | Herrenwaldstadion                                            |                     |
| Elversberg               | dettagli | Elversberg               | Ursapharm-Arena                                              |                     |
| FSV Francoforte          | dettagli | Francoforte sul Meno     | PSD Bank Arena                                               |                     |
| Friburgo II              | dettagli | Friburgo in Brisgovia    | Möslestadion                                                 |                     |
| Gießen                   | dettagli | Gießen                   | Waldstadion Gießen                                           |                     |
| Hessen Kassel            | dettagli | Kassel                   | Auestadion                                                   |                     |
| Hoffenheim II            | dettagli | Sinsheim                 | Stadio Dietmar Hopp Sportzentrum Zuzenhausen Kunstrasenplatz |                     |
| Homburg                  | dettagli | Homburg                  | Waldstadion Homburg                                          |                     |
| Kickers Offenbach        | dettagli | Offenbach am Main        | Kommt-Gesund-Wieder-Stadion                                  |                     |
| Magonza II               | dettagli | Magonza                  | Stadion am Bruchweg                                          |                     |
| Pirmasens                | dettagli | Pirmasens                | Sportpark Husterhöhe                                         |                     |
| Rot-Weiß Coblenza        | dettagli | Coblenza                 | Stadion Oberwerth                                            |                     |
| Schott Magonza           | dettagli | Magonza                  | BSA Mainz-Mombach                                            |                     |
| Sonnenhof G.             | dettagli | Aspach                   | WIRmachenDRUCK Arena                                         |                     |
| Steinbach                | dettagli | Haiger                   | Sibre-Sportzentrum Am Haarwasen Sportpark Herborn            |                     |
| Stoccarda II             | dettagli | Stoccarda                | Robert-Schlienz-Stadion                                      |                     |
| TSG Balingen             | dettagli | Balingen                 | BIZERBA-Arena Kaiserstuhlstadion                             |                     |
| Ulma                     | dettagli | Ulma                     | Donaustadion Nebenplatz Donaustadion                         |                     |

### Classifica finale
|  | Pos. | Squadra                  | Pt | G  | V  | N  | P  | GF | GS  | DR  |
|  | ---- | ------------------------ | -- | -- | -- | -- | -- | -- | --- | --- |
|  | 1.   | Friburgo II              | 93 | 42 | 28 | 9  | 5  | 95 | 38  | +57 |
|  | 2.   | Elversberg               | 88 | 42 | 25 | 13 | 4  | 98 | 42  | +56 |
|  | 3.   | Kickers Offenbach        | 87 | 42 | 25 | 12 | 5  | 80 | 32  | +48 |
|  | 4.   | Ulma                     | 79 | 42 | 23 | 10 | 9  | 75 | 40  | +35 |
|  | 5.   | Steinbach                | 74 | 42 | 21 | 11 | 10 | 84 | 47  | +37 |
|  | 6.   | FSV Francoforte          | 70 | 42 | 20 | 10 | 12 | 58 | 48  | +10 |
|  | 7.   | Homburg                  | 68 | 42 | 18 | 14 | 10 | 73 | 53  | +20 |
|  | 8.   | Stoccarda II             | 65 | 42 | 19 | 8  | 15 | 82 | 55  | +27 |
|  | 9.   | Bahlinger SC             | 61 | 42 | 17 | 10 | 15 | 66 | 75  | -9  |
|  | 10.  | Rot-Weiß Coblenza        | 56 | 42 | 15 | 11 | 16 | 57 | 61  | -4  |
|  | 11.  | Gießen                   | 53 | 42 | 13 | 14 | 15 | 52 | 51  | +1  |
|  | 12.  | Hessen Kassel            | 53 | 42 | 13 | 14 | 15 | 57 | 71  | -14 |
|  | 13.  | Aalen                    | 52 | 42 | 13 | 13 | 16 | 49 | 60  | -11 |
|  | 14.  | Pirmasens                | 52 | 42 | 13 | 13 | 16 | 44 | 58  | -14 |
|  | 15.  | TSG Balingen             | 51 | 42 | 14 | 9  | 19 | 51 | 60  | -9  |
|  | 16.  | Hoffenheim II            | 50 | 42 | 13 | 11 | 18 | 59 | 76  | -17 |
|  | 17.  | Magonza II               | 49 | 42 | 13 | 10 | 19 | 58 | 73  | -15 |
|  | 18.  | Astoria Walldorf         | 47 | 42 | 14 | 5  | 23 | 64 | 79  | -15 |
|  | 19.  | Sonnenhof G.             | 43 | 42 | 11 | 10 | 21 | 52 | 75  | -23 |
|  | 20.  | Schott Magonza           | 38 | 42 | 11 | 5  | 26 | 55 | 104 | -49 |
|  | 21.  | Bayern Alzenau           | 25 | 42 | 5  | 10 | 27 | 47 | 94  | -47 |
|  | 22.  | Eintracht Stadtallendorf | 17 | 42 | 3  | 8  | 31 | 40 | 104 | -64 |

Legenda:
      Promosso in 3. Liga 2021-2022.
      Retrocessi in Oberliga.
Regolamento:
Tre punti a vittoria, uno a pareggio, zero a sconfitta.
In caso di arrivo di due o più squadre a pari punti, la graduatoria finale verrà stilata secondo la classifica avulsa tra le squadre interessate che prevede, in ordine, i seguenti criteri:
- Punti negli scontri diretti
- Differenza reti negli scontri diretti
- Differenza reti generale
- Reti realizzate in generale
- Sorteggio

### Tabellone
Ogni riga indica i risultati casalinghi della squadra segnata a inizio della riga, contro le squadre segnate colonna per colonna (che invece avranno giocato l'incontro in trasferta). Al contrario, leggendo la colonna di una squadra si avranno i risultati ottenuti dalla stessa in trasferta, contro le squadre segnate in ogni riga, che invece avranno giocato l'incontro in casa.
|                          | Aal  | Ast  | Bah  | Bay  | Ein  | Elv  | FSV  | Fri  | Gie  | Hes  | Hof  | Hom  | Kic  | Mag  | Pir  | Rot  | Sch  | Son  | Ste  | Sto  | TSG  | Ulm  |
| ------------------------ | ---- | ---- | ---- | ---- | ---- | ---- | ---- | ---- | ---- | ---- | ---- | ---- | ---- | ---- | ---- | ---- | ---- | ---- | ---- | ---- | ---- | ---- |
| Aalen                    | –––– | 2-1  | 1-1  | 1-2  | 2-1  | 2-2  | 1-2  | 1-3  | 1-0  | 1-1  | 3-1  | 1-1  | 0-2  | 1-2  | 1-1  | 1-1  | 3-1  | 0-0  | 1-0  | 1-0  | 0-2  | 0-1  |
| Astoria Walldorf         | 1-0  | –––– | 0-2  | 2-2  | 4-1  | 1-4  | 3-1  | 2-2  | 1-2  | 1-2  | 3-4  | 2-3  | 0-0  | 4-2  | 0-2  | 2-0  | 3-1  | 2-1  | 1-2  | 0-1  | 3-1  | 0-0  |
| Bahlinger                | 0-0  | 2-2  | –––– | 2-1  | 1-0  | 2-2  | 0-0  | 3-2  | 3-1  | 5-4  | 1-0  | 1-2  | 1-6  | 2-1  | 0-2  | 2-1  | 4-3  | 1-0  | 1-4  | 1-0  | 2-0  | 0-1  |
| Bayern Alzenau           | 0-1  | 0-2  | 2-3  | –––– | 1-1  | 0-3  | 1-2  | 1-3  | 1-1  | 0-1  | 1-4  | 2-2  | 1-3  | 3-1  | 2-5  | 2-3  | 0-3  | 1-0  | 1-3  | 1-4  | 2-3  | 0-4  |
| Eintracht Stadtallendorf | 1-0  | 0-6  | 2-2  | 3-3  | –––– | 1-2  | 0-1  | 1-1  | 1-3  | 3-3  | 1-2  | 1-2  | 1-4  | 3-2  | 0-0  | 0-2  | 1-2  | 0-2  | 0-1  | 1-5  | 0-3  | 0-3  |
| Elversberg               | 2-1  | 4-1  | 4-3  | 3-3  | 4-1  | –––– | 2-2  | 1-1  | 1-0  | 1-1  | 4-2  | 1-1  | 3-0  | 1-1  | 0-1  | 4-2  | 5-0  | 4-0  | 2-2  | 4-0  | 1-0  | 0-2  |
| FSV Francoforte          | 0-2  | 2-0  | 4-2  | 2-1  | 1-0  | 1-5  | –––– | 2-2  | 1-0  | 3-1  | 5-2  | 0-0  | 0-0  | 2-1  | 3-0  | 1-2  | 3-0  | 1-0  | 1-1  | 0-2  | 0-2  | 1-3  |
| Friburgo II              | 4-0  | 3-1  | 4-3  | 0-1  | 5-1  | 1-1  | 1-0  | –––– | 3-0  | 1-1  | 2-0  | 0-1  | 2-2  | 3-1  | 1-0  | 2-0  | 4-1  | 3-0  | 1-0  | 3-1  | 1-2  | 3-0  |
| Giessen                  | 0-0  | 3-0  | 1-1  | 1-0  | 1-1  | 0-2  | 0-1  | 1-2  | –––– | 3-1  | 1-2  | 1-2  | 0-2  | 1-1  | 1-0  | 3-2  | 5-0  | 1-1  | 2-1  | 0-0  | 3-0  | 1-2  |
| Hessen Kassel            | 1-1  | 1-3  | 1-1  | 3-0  | 3-1  | 0-2  | 2-1  | 0-0  | 1-1  | –––– | 2-2  | 0-1  | 0-4  | 2-1  | 1-1  | 1-1  | 2-1  | 0-2  | 2-1  | 0-4  | 2-2  | 3-1  |
| Hoffenheim II            | 2-4  | 3-0  | 0-4  | 4-2  | 2-0  | 0-2  | 1-0  | 0-1  | 2-2  | 1-1  | –––– | 0-0  | 0-1  | 1-2  | 1-1  | 0-2  | 3-1  | 1-4  | 1-1  | 0-3  | 2-2  | 2-1  |
| Homburg                  | 6-1  | 3-1  | 0-1  | 3-0  | 3-1  | 1-2  | 2-2  | 1-3  | 1-1  | 1-2  | 1-1  | –––– | 1-2  | 2-2  | 2-3  | 2-1  | 2-1  | 2-1  | 3-1  | 3-0  | 1-0  | 4-4  |
| Kickers Offenbach        | 0-2  | 6-1  | 0-0  | 3-0  | 4-0  | 0-0  | 0-0  | 1-1  | 1-0  | 5-1  | 3-0  | 3-2  | –––– | 1-0  | 1-0  | 4-2  | 4-0  | 3-1  | 1-1  | 1-1  | 1-0  | 1-0  |
| Magonza II               | 3-1  | 0-2  | 3-0  | 2-1  | 2-0  | 1-5  | 1-3  | 2-6  | 2-1  | 2-1  | 0-1  | 1-1  | 1-1  | –––– | 1-2  | 1-1  | 3-1  | 0-1  | 1-1  | 1-0  | 2-1  | 1-1  |
| Pirmasens                | 2-0  | 0-2  | 2-2  | 1-1  | 2-0  | 0-2  | 0-1  | 0-4  | 1-2  | 3-2  | 0-2  | 1-1  | 0-2  | 2-0  | –––– | 1-1  | 3-0  | 1-0  | 1-4  | 0-0  | 0-0  | 0-2  |
| Rot Weiss Coblenza       | 0-1  | 3-2  | 1-0  | 0-2  | 2-0  | 1-1  | 1-0  | 1-3  | 1-1  | 3-0  | 2-2  | 0-4  | 0-0  | 2-2  | 0-2  | –––– | 1-0  | 3-0  | 3-1  | 1-0  | 3-2  | 0-0  |
| Schott Magonza           | 1-1  | 3-1  | 3-1  | 1-1  | 4-2  | 0-6  | 0-1  | 0-2  | 0-2  | 1-0  | 2-2  | 3-0  | 2-4  | 3-0  | 1-1  | 4-2  | –––– | 0-3  | 1-3  | 2-4  | 2-1  | 1-3  |
| Sonnenhof Grossaspach    | 3-2  | 2-1  | 1-3  | 2-2  | 3-2  | 1-2  | 0-2  | 0-5  | 1-1  | 2-3  | 3-3  | 1-1  | 0-2  | 0-0  | 7-1  | 0-2  | 1-4  | –––– | 0-4  | 0-3  | 2-2  | 3-1  |
| Steinbach Haiger         | 3-3  | 5-1  | 2-0  | 4-0  | 2-1  | 1-2  | 3-3  | 2-4  | 4-0  | 1-1  | 2-0  | 2-1  | 4-0  | 2-0  | 1-1  | 2-1  | 4-0  | 4-0  | –––– | 1-0  | 1-1  | 1-1  |
| Stoccarda II             | 2-2  | 3-1  | 6-2  | 3-2  | 7-1  | 2-1  | 1-1  | 1-2  | 1-1  | 0-2  | 2-1  | 2-2  | 2-2  | 2-3  | 3-1  | 2-1  | 8-1  | 0-2  | 2-0  | –––– | 2-3  | 0-1  |
| TSG Balingen             | 4-1  | 0-1  | 1-0  | 2-1  | 0-4  | 1-1  | 0-1  | 0-1  | 1-1  | 2-0  | 0-1  | 1-0  | 1-0  | 2-5  | 0-0  | 3-1  | 4-0  | 1-1  | 0-1  | 1-3  | –––– | 0-4  |
| Ulm                      | 0-2  | 1-0  | 5-1  | 0-0  | 2-2  | 2-0  | 3-1  | 2-0  | 2-3  | 1-2  | 4-1  | 0-2  | 1-0  | 3-1  | 4-0  | 1-1  | 1-1  | 1-1  | 2-1  | 2-0  | 3-0  | –––– |

### Classifica marcatori
| Gol | Rigori |  | Giocatore        | Squadra               |
| --- | ------ |  | ---------------- | --------------------- |
| 26  | 9      |  | Sascha Marquet   | Steinbach Haiger      |
| 23  | 1      |  | Santiago Fischer | Bahlinger             |
| 21  | 8      |  | Isra Suero       | Elversberg            |
| 20  | 4      |  | Marcel Sökler    | Stoccarda II          |
| 19  | 1      |  | Marvin Cuni      | Sonnenhof Grossaspach |
| 19  | 1      |  | Jean Koffi       | Elversberg            |

## Regionalliga Bayern
Il quinto gruppo è costituito da squadre provenienti dal land della Baviera. La stagione 2020-21 è stata cancellata dalla federazione bavarese ed ha escluso il Türkgücü München, promosso in terza serie. Quindi la stagione 2019-20 è stata prolungata fino a metà 2021, dando vita alla Regionalliga Bayern 2019-21.

### Squadre
| Squadra             | Città                 | Stadio                   |
| ------------------- | --------------------- | ------------------------ |
| Aubstadt            | Aubstadt              | NGN-Arena                |
| Augusta II          | Augusta               | Rosenaustadion           |
| Bayreuth            | Bayreuth              | Hans-Walter Wild Stadion |
| Buchbach            | Buchbach              | SMR-Arena                |
| Eichstätt           | Eichstätt             | Liqui-Moly-Stadion       |
| Garching            | Garching bei München  | Stadion am See           |
| Greuther Fürth II   | Fürth                 | Konrad-Ammon-Platz       |
| Heimstetten         | Kirchheim bei München | Sportpark Heimstetten    |
| Illertissen         | Illertissen           | Vöhlinstadion            |
| Memmingen           | Memmingen             | Memminger Arena          |
| Norimberga II       | Norimberga            | Max-Morlock-Stadion      |
| Rain/Lech           | Rain                  | Georg-Weber-Stadion      |
| Rosenheim 1860      | Rosenheim             | Jahnstadion              |
| Schalding-Heining   | Passavia              | Sportanlage RW           |
| Schweinfurt 05      | Schweinfurt           | Willy-Sachs-Stadion      |
| Vikt. Aschaffenburg | Aschaffenburg         | Stadion am Schönbusch    |
| Wacker Burghausen   | Burghausen            | Wacker Arena             |

### Classifica
|  | Pos. | Squadra             | MP   | G  | V  | N | P  | GF | GS | DR  |
|  | ---- | ------------------- | ---- | -- | -- | - | -- | -- | -- | --- |
|  | 1.   | Vikt. Aschaffenburg | 2.00 | 25 | 15 | 5 | 5  | 51 | 27 | +24 |
|  | 2.   | Bayreuth            | 1.96 | 25 | 14 | 7 | 4  | 53 | 28 | +25 |
|  | 3.   | Norimberga II       | 1.96 | 25 | 14 | 7 | 4  | 61 | 32 | +29 |
|  | 4.   | Schweinfurt 05      | 1.91 | 23 | 14 | 2 | 7  | 48 | 29 | +19 |
|  | 5.   | Aubstadt            | 1.56 | 25 | 11 | 6 | 8  | 43 | 41 | +2  |
|  | 6.   | Eichstätt           | 1.42 | 26 | 10 | 7 | 9  | 46 | 32 | +14 |
|  | 7.   | Buchbach            | 1.40 | 25 | 9  | 8 | 8  | 32 | 29 | +3  |
|  | 8.   | Greuther Fürth II   | 1.38 | 26 | 10 | 6 | 10 | 31 | 33 | -2  |
|  | 9.   | Augusta II          | 1.36 | 25 | 9  | 7 | 9  | 44 | 35 | +9  |
|  | 10.  | Schalding-Heining   | 1.33 | 24 | 9  | 5 | 10 | 34 | 45 | -11 |
|  | 11.  | Wacker Burghausen   | 1.32 | 25 | 9  | 6 | 10 | 36 | 35 | +1  |
|  | 12.  | Illertissen         | 1.24 | 25 | 9  | 4 | 12 | 37 | 51 | -14 |
|  | 13.  | Rain/Lech           | 1.20 | 25 | 9  | 3 | 13 | 26 | 41 | -15 |
|  | 14.  | Heimstetten         | 1.04 | 25 | 8  | 2 | 15 | 44 | 54 | -10 |
|  | 15.  | Memmingen           | 0.91 | 22 | 4  | 8 | 10 | 18 | 30 | -12 |
|  | 16.  | Rosenheim 1860      | 0.84 | 25 | 6  | 3 | 16 | 30 | 61 | -31 |
|  | 17.  | Garching            | 0.65 | 20 | 3  | 4 | 13 | 21 | 52 | -31 |

Legenda:
      Promosso in 3. Liga 2021-2022.
  Ammesse ai play-off o ai play-out.
      Retrocessi in Oberliga.
Regolamento:
Tre punti a vittoria, uno a pareggio, zero a sconfitta.
In caso di arrivo di due o più squadre a pari punti, la graduatoria finale verrà stilata secondo la classifica avulsa tra le squadre interessate che prevede, in ordine, i seguenti criteri:
- Punti negli scontri diretti
- Differenza reti negli scontri diretti
- Differenza reti generale
- Reti realizzate in generale
- Sorteggio

### Spareggio Playoff
Allo spareggio si affrontano Viktoria Aschaffenburg, Bayreuth e Schweinfurt. La vincitrice affronta l'Havelse in una doppia sfida per determinare la quarta promossa.
|  | Pos. | Squadra             | Pt | G | V | N | P | GF | GS | DR |
|  | ---- | ------------------- | -- | - | - | - | - | -- | -- | -- |
|  | 1.   | Schweinfurt 05      | 10 | 4 | 3 | 1 | 0 | 9  | 2  | +7 |
|  | 2.   | Vikt. Aschaffenburg | 4  | 4 | 1 | 1 | 2 | 8  | 7  | +1 |
|  | 3.   | Bayreuth            | 3  | 4 | 1 | 0 | 3 | 5  | 13 | +8 |

## Spareggio promozione
Allo spareggio sono ammesse l'Havelse e lo Schweinfurt.
|                | Risultati |                | Luogo e data                |
| -------------- | --------- | -------------- | --------------------------- |
| Schweinfurt 05 | 0-1       | Havelse        | Schweinfurt, 12 giugno 2021 |
| Havelse        | 1-0       | Schweinfurt 05 | Garbsen, 19 giugno 2021     |
|                |           |                |                             |